# Казе де Роза (Салерно)
Казе де Роза је насеље у Италији у округу Салерно, региону Кампанија.
Према процени из 2011. у насељу је живело 322 становника. Насеље се налази на надморској висини од 126 м.